# Bobbitwurm
Der Bobbitwurm oder Riesenborstenwurm (Eunice aphroditois) gehört zur Gruppe der Ringelwürmer aus der Klasse der Vielborster und findet sich hauptsächlich in tropischen Gewässern. Der nachtaktive Wurm kann eine Länge von bis zu drei Metern erreichen, wobei nur ein kleiner Teil aus dem Sand am Meeresgrund herausragt. Üblicherweise findet sich das Tier in zehn bis fünfzehn Metern Tiefe und lauert am Meeresgrund vergraben auf Beute.

## Merkmale
Es handelt sich um einen langgestreckten, relativ schlanken Polychäten (Vielborster). Die Art erreicht üblicherweise etwa einen Meter Körperlänge, Rekordexemplare erreichen aber bis zu drei Meter und fast 700 Segmente. Damit gehört die Art zu den größten Polychäten.
Der Körper ist im Leben dunkelpurpurn gefärbt, manchmal grünlich irisierend, mit einem grauen Fleckenmuster und einem weißgrauen Querband nahe dem Vorderende. Die Segmente tragen seitlich kurze Anhänge (Parapodien), deren Form sich entlang der Körperlängsachse graduell, ohne scharfe Übergänge, ändert. Der Körper ist nahe dem Vorderende (etwa in Höhe des zehnten Segments) am breitesten und verengt sich nach hinten hin merklich. Das Vorderende ist sehr muskulös, es dient zur Bewegung des großen, vorstreckbaren Kieferapparats. Der Körper ist im vorderen Abschnitt fast rund, an der Oberseite rinnenförmig eingesenkt, auf der Unterseite flach, im weniger muskulösen mittleren Abschnitt etwas abgeflacht. Der langgestreckte Hinterabschnitt zeigt vereinfachten Bau der Segmente. Das bei der Art recht kurze Prostomium ist zweilappig und trägt fünf lange Tastfortsätze (Antennen oder Palpen) und um die Mundöffnung kürzere Zirren, diese sind bei der Art basal abgeflacht. Auf dem Prostomium sitzt seitlich nahe dem Hinterende ein Paar runder, dunkel gefärbter Augen. Das Peristomium ist breiter und bedeckt die Basis des Prostomiums auf der Oberseite. Das Peristomium ist zweigeteilt, der hintere Ring trägt zwei Fortsätze (Zirren). Der Kieferapparat ist komplex gebaut, er besteht aus einem Paar Mandibeln mit einer scharfen Schneidekante und vier Paaren grob gezähnter Maxillen. Die Kraft der Kiefer reicht aus, die menschliche Haut zu durchdringen. Zwischen den Kiefern sitzt ein muskulöser, vorstreckbarer Pharynx. Die Körpersegmente tragen Parapodien und an allen Segmenten bis nahe zum Hinterende kammförmige Schlauchkiemen (Branchiae). Die Parapodien sind zweiästig, deren Äste fadenförmige Zirren tragen, die im Inneren durch skelettartige Nadeln (Aciculae) unterstützt werden, zusätzlich sind in den unteren Neuropodien zweispitzige subaciculäre Haken vorhanden. Bei der Art sind die Aciculae zur Spitze hin dunkel gefärbt, die Zirren nehmen zum Hinterende hin nicht an Größe ab. Da der Körper hier insgesamt schmaler wird, werden sie deshalb im Verhältnis immer größer und auffälliger. Der zweite Ast (Neuropodium) ist in mehrere Lappen gegliedert.

## Lebensweise

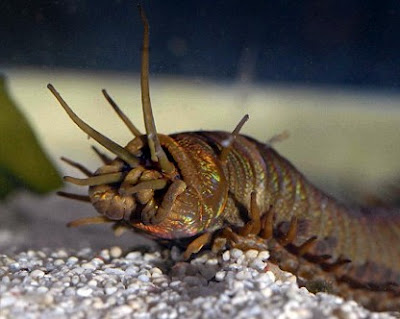
Nahaufnahme des Kopfes

Der Bobbitwurm ist räuberisch, als Beute werden andere Anneliden, Pfeilwürmer, Ostrakoden, Ruderfußkrebse und Muscheln angegeben, aber auch kleinere Fische; möglicherweise grast er außerdem die Sedimentoberfläche ab. Des Weiteren frisst der Bobbitwurm Tintenfische und selbst giftige Tiere wie Rotfeuerfische. Bobbitwürmer leben normalerweise innerhalb von Hohlräumen von marinen Hartsubstraten wie zum Beispiel Korallenkalk. Gelegentlich werden aber auch Vorkommen von Weichsubstraten wie Sand angegeben.
Stellenweise ist Eunice aphroditois für bodennahe Fische ein so wichtiger Fressfeind, dass diese Verteidigungsstrategien entwickelt haben. Von der im Indopazifik heimischen Scheinschnapper-Art Scolopsis affinis wird von einem als „Mobbing“ gegen den Fleischfresser bezeichneten Sozialverhalten berichtet, durch welches Fische ihre Artgenossen auf die vom Borstenwurm ausgehende Gefahr aufmerksam machen. Hat ein Fisch beobachtet, wie ein anderer vom Wurm gefressen wird, stellt er sich in sicherer Entfernung senkrecht über den Kopf des Wurms und spuckt einen kräftigen Wasserstoß gegen ihn. Mehrere andere Fische kommen und geben gemeinsam heftige Wasserstöße gegen den Räuber, sodass dieser sich tief in seine Röhre zurückziehen muss, gleichzeitig aber alle anwesenden Fische auf die Gefahrenstelle aufmerksam werden und diese nunmehr meiden.
Die Art wird gelegentlich mit Lebendgestein in Meerwasser-Aquarien eingeschleppt, wo sie aufgrund der räuberischen Ernährung schweren Schaden anrichten kann.

## Verbreitung
Die Art ist in warmen Meeresgebieten weltweit verbreitet. Sie wird nördlich bis Japan (Hokkaidō), bis zur Karibik und bis zum Mittelmeer (Nordadria) angegeben.

## Taxonomie
Die Erstbeschreibung der Art wurde 1788 von Peter Simon Pallas publiziert, als Art der Gattung Nereis und benannt als Nereis aphroditois. Typuslokalität ist ein Korallenriff bei Sri Lanka. Später wurde sie zur 1817 von Georges Cuvier benannten Gattung Eunice gestellt.
Die Gattung Eunice umfasst etwa 220 meist schwer unterscheidbare Arten und ist weltweit verbreitet.  Die Art ist Typusart der Gattung Eunice (sensu stricto). Ein verbreitetes Synonym ist Leodice gigantea. 
Der bisher verwendete Artname umfasst möglicherweise mehrere Arten, die bisher nicht unterschieden wurden.

## Namensgebung
Der Name der Gattung Eunice spielt an auf den Nahrungserwerb der Tiere und verweist auf Euneike, eine Nymphe, die der griechischen Mythologie zufolge den jungen Hylas beim Wasserschöpfen zu sich in die Tiefe ihrer Quelle hinabzog. Das Epitheton aphroditois verweist auf Aphrodite, die griechische Göttin der Liebe, der Schönheit und der sinnlichen Begierde, die Hesiod zufolge im Meer aus dem Blut und dem Sperma des Uranos hervorging, dessen Sohn Kronos ihm – auf Rat seiner Mutter Gaia – die Geschlechtsteile mit einem Sichelhieb abgeschnitten und ins Meer geworfen hatte.
Die Bezeichnung Bobbit(t) oder Bobbit(t) worm griff diese Mythen auf und wurde von dem Zoologen und Meeresbiologen Terrence M. Gosliner (California Academy of Sciences) im Verlauf der Arbeit an seinem 1996 erschienenen Fachbuch Coral Reef Animals of the Indo-Pacific geprägt. Die Bezeichnung verweist auf einen im Jahr 1993 weltweit Aufsehen erregenden Kriminalfall in den USA, als Lorena Bobbitt ihrem Ehemann John Wayne Bobbitt den Penis abschnitt.